# Localizzazione sonar
La localizzazione sonar è una tecnica utilizzata per stabilire con precisione la posizione degli oggetti in mare, sia che si trovino in superficie che sotto di questa. Tra le sue applicazioni principali troviamo il suo impiego per usi militari, nei sistemi di rilevamento sonar installati a bordo di semoventi navali.
Un semovente navale da localizzare è indicato con la dizione Bersaglio.

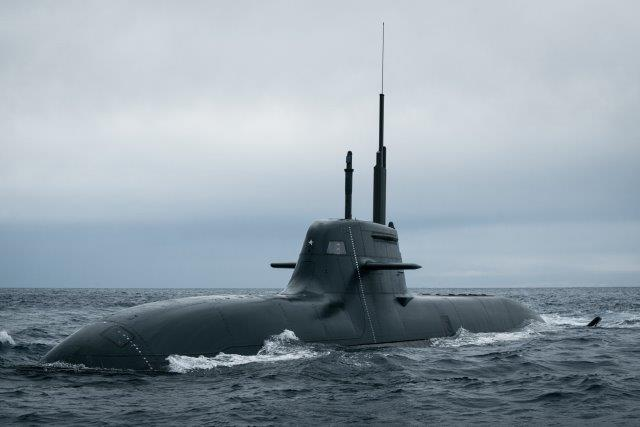
Sottomarino Classe U212 equipaggiato con localizzatore sonar tipo: CSU 90-138

## Geometrie di localizzazione
Tra le innumerevoli geometrie di localizzazione d'interesse quelle relative ai sottomarini:
La localizzazione sonar dei bersagli  gioca un ruolo fondamentale nella navigazione in immersione di un sottomarino, sia che la navigazione avvenga per scopi di dislocamento, sia che avvenga per scopi di sorveglianza o attacco.

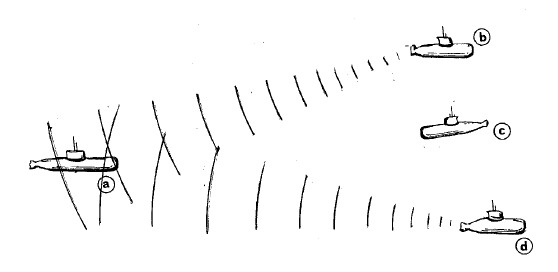
In funzionamento passivo il sonar del sottomarino a) localizza i bersagli b) e c), che generano rumore, non scopre il bersaglio d) che non emette segnali acustici

La posizione di un sottomarino nello spazio subacqueo può presentarsi nei più svariati aspetti, ad esempio un’ipotetica situazione può vedere un sottomarino come localizzatore e altri tre natanti a distanza come bersagli.
Se due dei tre bersagli sono considerati attivi il rumore da loro emesso s'irradia con onde acustiche, sotto forma di archi di cerchio, che si allontanano da essi verso il sottomarino; se il terzo bersaglio è passivo non irradia rumore.

Se il sottomarino, per non farsi scoprire, impiega nella ricerca la sola componente passiva del sonar, localizza soltanto i due bersagli citati e non rileva la presenza del terzo.

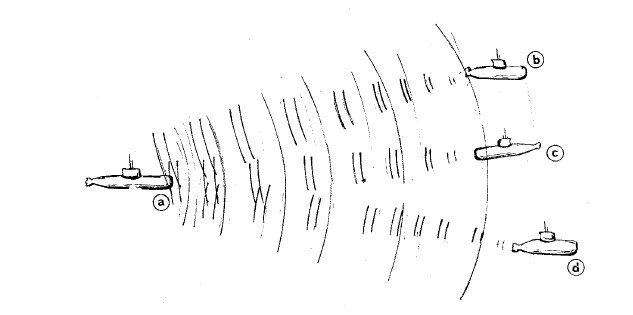
In funzionamento attivo il sonar del sottomarino a) emette impulsi acustici che investono i tre bersagli b),c),d), riceve di conseguenza gli echi da essi riflessi

La situazione può essere modificata per necessità operative qualora il sottomarino debba localizzare tutti i possibili bersagli presenti nella zona, siano questi attivi o passivi.
In questo caso il sottomarino impiega nella ricerca la componente attiva del sonar anche se ciò denuncia la sua presenza.
Gli impulsi di energia acustica emessi dal sonar del sottomarino per produrre gli echi si propagano in mare con onde acustiche circolari di notevole intensità che si allontanano da esso, l'ampiezza degli echi di ritorno  sono onde acustiche circolari a bassa intensità che si staccano dai bersagli.
In entrambe le situazioni il sottomarino rileva con notevole precisione la posizione dei bersagli scoperti, localizzandoli angolarmente, sia nel piano orizzontale, sia in quello verticale e misurandone la distanza.
L’importanza dei rilievi è fondamentale per il sottomarino dato che rappresentano l’unico mezzo con il quale esso può spostarsi agevolmente nello spazio subacqueo senza correre il rischio di urtare altri corpi immersi sia immobili che in navigazione; inoltre la localizzazione rende possibile al sottomarino l'emersione senza il pericolo di trovarsi sulla traiettoria o, quanto peggio, sulla chiglia di una nave.
Dal punto di vista tattico la localizzazione sonar costituisce un supporto importantissimo, tanto nelle operazioni di controllo dei mari nazionali, quanto nelle operazioni di difesa-offesa.
Il sonar associa la funzione di localizzazione con la funzione di identificazione dei bersagli.
L’identificazione stabilisce caratteristiche più salienti dei bersagli, quali ad esempio la lunghezza, la velocità, il tipo di propulsione ed altri elementi che permettono di conoscere la classe della nave o del sottomarino oggetto della localizzazione.

## Caratteristiche dei bersagli
I bersagli, nel processo di localizzazione, possono essere indifferentemente: navi, sottomarini, siluri in corsa, sopraelevazioni del fondo marino, isole, coste e si possono dividere in due classi:
- classe dei bersagli passivi, quelli che per loro natura o per intendimento dell’uomo non irradiano rumori in mare
- classe dei bersagli attivi, quelli che irradiano rumore in mare.[3]

Nella prima classe si possono collocare: navi alla fonda, sommergibili naviganti in assetto particolarmente silenzioso, isole e coste.
Nella seconda classe si possono collocare: navi in movimento, navi ferme con macchinari in moto, sottomarini in normale navigazione, siluri ecc.
Il sonar localizza e identifica i bersagli in due modi differenti in dipendenza dell’appartenenza di questi ad una classe o all'altra; per la localizzazione e la identificazione dei bersagli passivi esso utilizza energia acustica propria, in modo da provocare una riflessione parziale di questa da parte del bersaglio, che così viene rivelato (metodo dell'eco). In questo tipo di impiego il sonar utilizza la sua componente attiva .
Per la localizzazione e l’identificazione dei bersagli attivi esso utilizza il rumore irradiato naturalmente da questi, nel far ciò adopera la sua componente passiva..
Il sonar non può operare contemporaneamente con la componente attiva e con quella passiva, ma con opportuni accorgimenti può realizzare una quasi contemporaneità dei due modi operativi.
Un tempo i sonar installati sulle navi erano prevalentemente orientati al funzionamento attivo, poiché i rumori provocati dalle macchine non consentivano che essi potessero captare agevolmente il rumore irradiato naturalmente dai bersagli; oggi il problema citato non si pone dato che le navi moderne sono dotate di sonar a profondità variabile (VDS) indirizzabili a notevole distanza dalla nave.
Il sonar installato su di un sottomarino è prevalentemente orientato al funzionamento passivo per due ragioni fondamentali:
- Nel funzionamento attivo, emettendo energia acustica in mare, sarebbe facilmente individuabile, mentre il suo scopo precipuo è quello di passare inosservato.
- Con il sottomarino in assetto silenzioso si creano le condizioni ottimali per captare il rumore irradiato naturalmente dai bersagli.

Il sottomarino impiega la componente attiva del sonar soltanto in casi eccezionali: durante la navigazione, in tempo di pace, se non è comandato ad effettuare opera di sorveglianza dello spazio subacqueo e durante le fasi critiche di attacco al bersaglio nemico, quando ormai è indispensabile correre il rischio.

## Localizzazione e visualizzazione dei bersagli

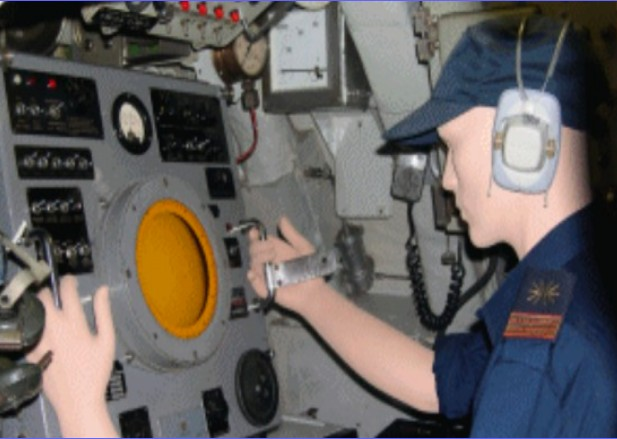
Consolle di presentazione e controlli del sonar IP64

I bersagli localizzabili  sono visualizzati all'operatore al sonar su di una consolle di presentazione e controllo.

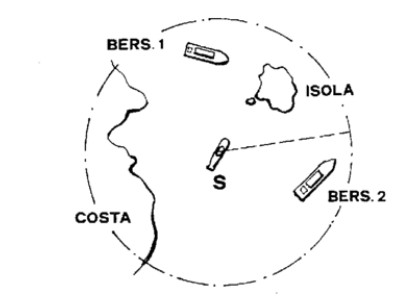
Il sottomarino S si trova al centro del teatro operativo

Se un sottomarino in fase di scoperta si trova in immersione in una zona di mare, tra coste ed isole, nella quale sono presenti due navi in movimento può esplorare l'ambiente nell'intento di localizzare tanto i bersagli fissi quanto in movimento.
Dato che tutti i rilievi angolari del sonar sono effettuati facendo riferimento al sottomarino, esso diventa il centro della geometria della zona.
Tracciato un cerchio ideale facendo centro sul sottomarino, tutto ciò che in esso è compreso sarà visualizzato sullo schermo circolare di presentazione con riferimento al punto centrale.

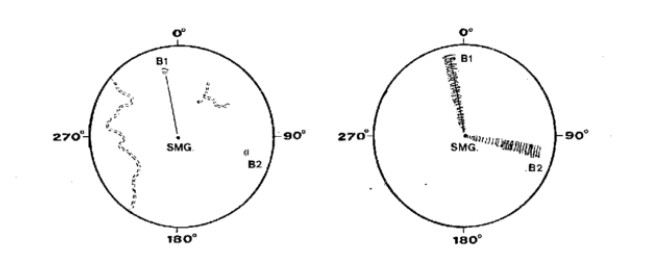
Schermi video per la scoperta sonar dei bersagli; a sinistra il sonar del sottomarino opera in attivo, a destra opera in passivo

Nello schermo del sonar compaiono tracce diverse in dipendenza del suo modo operativo. Se si lavora in attivo gli echi di tutti i bersagli compaiono sullo schermo sotto forma di piccoli segmenti luminosi che delineano la topografia della zona circostante il battello, questo compare come un punto luminoso al centro.
Un raggio luminoso è fatto ruotare dall'operatore per collimare i bersagli.
Se il sonar lavora in passivo, i rumori irradiati dai bersagli compaiono sullo schermo sotto forma di tracce radiali che indicano la direzione di provenienza del suono rispetto al battello che compare come un punto luminoso al centro.
Anche in questo caso è presente l’indice luminoso per collimare i bersagli.

### Localizzazione di un bersaglio attivo
La localizzazione di un bersaglio attivo implica la misura, con buona precisione, della sua distanza e della sua posizione angolare rispetto al nord.

In condizioni favorevoli la capacità di scoperta di un sonar in funzionamento passivo si può stimare tra i quaranta e gli ottanta chilometri.

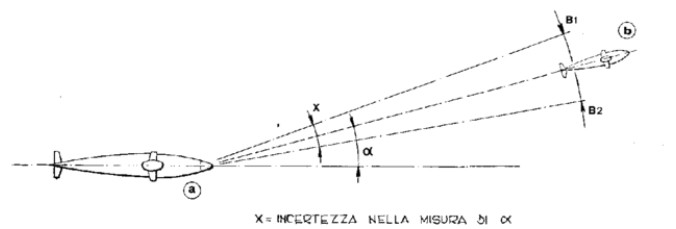
Geometria nella scoperta di un bersaglio attivo

A grandi distanze si procede alla scoperta di un bersaglio e non alla sua localizzazione perché in questi casi è difficile una misura accurata della posizione angolare del bersaglio nel piano orizzontale, e impossibile la misura nel piano verticale.
Nella geometria di scoperta di un bersaglio in una sezione orizzontale dello spazio subacqueo si consideri il sottomarino durante la fase di rilevamento del bersaglio attivo.
Se la distanza tra sottomarino e bersaglio è di circa {\displaystyle 40\ km} e l'incertezza nella misura dell’angolo {\displaystyle \alpha }, entro il quale può indifferentemente trovarsi la direzione del bersaglio,  è di {\displaystyle 1.5^{\circ }}, l'ampiezza dell’arco in ogni parte del quale potrebbe essere indifferentemente posizionato il bersaglio dal calcolo risulterebbe essere dell’ordine di {\displaystyle 1\ km}; in questa situazione l’impiego del sonar potrebbe sembrare inutile viste le incertezze di localizzazione.
Se la velocità di spostamento di un bersaglio valutata mediamente a {\displaystyle 40\ km/h} e che se questo muove verso il sottomarino devono trascorrere almeno {\displaystyle 30} minuti prima che la distanza si riduca dai {\displaystyle 40\ km} iniziali a {\displaystyle 20\ km}, si intuisce che in questo sensibile intervallo di tempo la situazione si evolve.
A mano a mano che il bersaglio si avvicina, l’arco d'incertezza diventa sempre più piccolo, sia perché la distanza decresce, sia perché si riduce l’errore nella misura di {\displaystyle \alpha } ed il sonar stabilisce con molta precisione la posizione del bersaglio.
La scoperta di bersagli molto lontani, anche con sensibili incertezze nella loro localizzazione, rappresenta pertanto un elemento di primaria importanza per la sicurezza e l’operatività del battello.

## Semplice localizzatore subacqueo
Un semplice sistema di localizzazione subacquea è individuabile nel sonar IP64 Usea  installato nel 1964 sui sottomarini classe Toti.

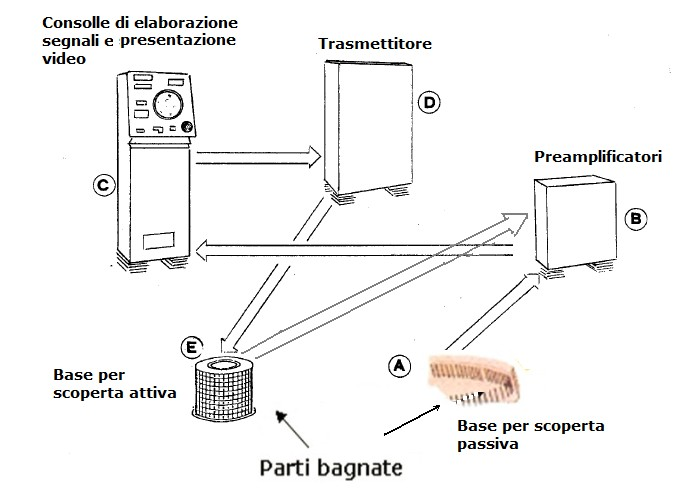
Struttura tipica di un sonar per sottomarini: le frecce indicano il percorso dei segnali

II SONAR è una macchina elettronica collegata ad uno o più sensori acustici subacquei
Il sonar consente la localizzazione e l’identificazione di una o più unità navali (bersagli), siano esse di superficie o subacquee; il suo funzionamento si basa sulla propagazione delle onde acustiche in mare. L'apparato può essere installato indifferentemente sulle navi o sui sottomarini secondo la struttura tipica, per i sottomarini questa è formata da:

### Le parti bagnate
- Sistema di sensori riceventi, detto base idrofonica,[N 10] è collocato all'esterno del battello, sotto il falso scafo [N 11][6], in modo da restare completamente sommerso.
- Base cilindrica di trasmissione e ricezione impulsiva.

### Le parti asciutte

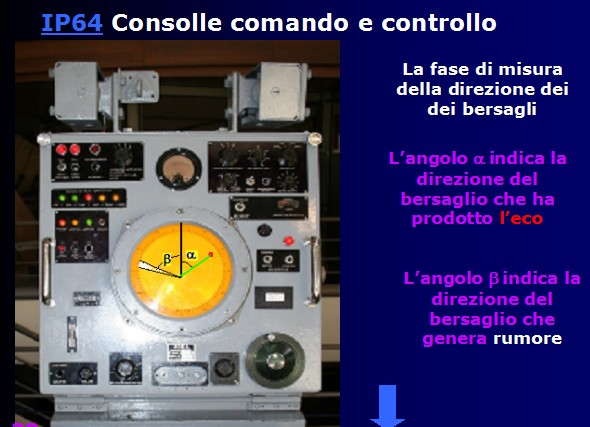
Consolle di presentazione e controllo

- Complesso di elaborazione, presentazione e controllo
- Cofano di amplificazione dei segnali idrofonici
- Cofano trasmettitore

### Ricezione dei rumori emessi dai bersagli
I rumori, irradiati dalle unità in navigazione, si propagano in mare e le onde acustiche colpiscono i sensori della base idrofonica, questi, eccitati meccanicamente, generano delle deboli tensioni elettriche che sono proporzionali all'eccitazione meccanica ricevuta.
Il cofano di amplificazione ed elaborazione riceve dagli elementi della base idrofonica le deboli tensioni elettriche prodotte, genericamente dette segnali idrofonici, e ne amplifica il livello in modo da renderle idonee per la successiva fase di trattamento.
I segnali idrofonici amplificati sono applicati al gruppo di elaborazione, questo estrae tutte le informazioni contenute in essi per fornirle al sistema di presentazione.
Il complesso di presentazione e controllo consente all'operatore del sonar di eseguire le azioni di localizzazione e di classificazione dei bersagli. Egli può vedere, su di uno schermo simile a quello televisivo, la rappresentazione topografica dello scenario subacqueo, nella quale si evidenziano, con strisce o archi luminosi, le posizioni dei bersagli.
Agendo sugli appositi comandi l’operatore può collimare una marca luminosa sulle tracce dei bersagli ottenendo, su appositi indicatori numerici, i dati che consentono la localizzazione.

### Localizzazione con il metodo dell'eco
Il cofano trasmettitore è impiegato per la generazione dell'energia necessaria per la localizzazione dei bersagli che, non emettendo rumore, devono essere scoperti con il metodo dell’eco. Il trasmettitore produce impulsi di energia elettrica che vengono applicati alla base di emettitori elettroacustici.

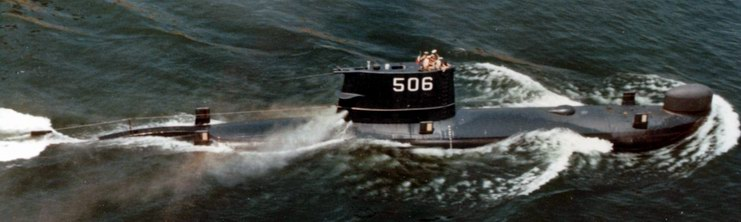
Sottomarino Toti: sonar IP64; in vista in alto a prua la cuffia idrodinamica che copre la base cilindrica per la scoperta attiva dei bersagli con il metodo dell'eco

La base di emettitori è collocata all'esterno del battello, viene impiegata soltanto dopo l'immersione del sottomarino.
Gli impulsi di energia elettrica applicati agli emettitori acustici provocano la vibrazione di questi e la conseguente eccitazione delle particelle d’acqua circostanti. Si ha in questo modo la produzione di onde acustiche che si propagano in mare fino a colpire il bersaglio, questo riflette parte dell’energia acustica che lo ha colpito verso l’origine, dove viene captata e convertita in segnali elettrici dalla base ricevente.
Il sonar sinteticamente descritto rappresenta una configurazione delle più semplici impiegate un tempo a bordo dei sottomarini; i sonar di produzione recente , più sofisticati, sono costituiti con strutture simili a quella descritta, perché il loro funzionamento segue gli stessi principi fisici a cui si ispirano tutti i sistemi di localizzazione subacquea.

## note
Annotazioni
1. ↑  Atlas Werke Elektronik - Germania -
2. ↑  Gli echi sono dipendenti dalla potenza degli impulsi emessi e dalle caratteristiche dimensionali dei bersagli
3. ↑  Insieme di congegni che consentono l'emissione e l'ascolto degli impulsi acustici
4. ↑  Insieme di congegni che consentono l'ascolto dei rumori in mare
5. ↑  In fotografia la consolle del sona IP64 installato nel 1964 sui sottomarini classe Toti
6. ↑  Non tutti i bersagli possono essere localizzabili
7. ↑  basso rumore del mare
8. ↑  La Soc. Usea, in La Spezia, è stata fondata nel 1951 per studi di acustica subacquea, ha cessato l'attività, progressivamente, negli anni 92-96
9. ↑  “La dizione SONAR deriva dall'acronimo anglosassone SOund NAvigation and Ranging, che tradotto significa: navigazione e localizzazione con il suono.
10. ↑  Questo insieme di sensori, indicato come base idrofonica essendo collocata secondo il profilo di poppa del sottomarino è nominata base conforme
11. ↑  Il falso scafo di un sottomarino è la struttura d'acciaio che avvolge lo scafo resistente per consentire al battello il migliore profilo d'avviamento idrodinamico

Fonti
1. ↑  Del Turco, p. 15.
2. ↑  De Dominics,  pp. 292-314.
3. ↑  Horton, pp. 70-72.
4. ↑  Del Turco, pp. 238-242.
5. ↑  Urick, pp. 406-415.
6. ↑  Del Turco, p. 182.
7. ↑  Pazienza, pp. 356-392.
8. ↑  Del Turco, p. 131.
9. ↑  Del Turco, pp. 181-182.